# Turiec (Váh)
Turiec (njemački: Turz, mađarski: Turóc) je rijeka je u središnjoj  Slovačkoj, pritok Váha dug 77,4 km. Površina sliva iznosi 940 km ². Izvire u središnjoj Slovačkoj na 1090 metara nadmorske visine na planini Kremnické vrchy jugozapadno od sela Turček i cijelim svojim tokom nalazi se u Slovačkoj. Ulijeva se u Váh kod grada Vrútky na 378 metara nadmorske visine. Teče slovačkim okruzima Turčianske Teplice i Martin. U gornjem toku rijeke izgrađen je rezeorvar za pitku vodu. Između sela Moškovca i grada Martina rijeka tvori meandre i tu obitavaju ptice, te je rijeka zaštićena.
- Pritoke:
- Teplica desni pritok dug 27,5 km.
- Vríca lijevi pritok dug 19,6 km

- Gradovi kroz koje prolazi.
- Turčianske Teplice
- Martin
- Vrútky